# Efecto multiplicador
En economía, el efecto multiplicador es el término propuesto por la teoría del Keynesianismo, utilizado para referirse a la influencia de una variación unitaria de una variable exógena (una variable cuyo nivel no se determina dentro de la teoría examinada) en una variable endógena (una variable cuyo nivel es explicado por la teoría estudiada). Por ejemplo, podemos referirnos al multiplicador de una variación de la oferta monetaria con respecto al nivel de desempleo. También pudiera referirse puntualmente al conjunto de incrementos que se producen en la renta nacional de un sistema económico, a consecuencia de un incremento externo en el consumo, la inversión o el gasto público.

## Varios valores del multiplicador fiscal
Los siguientes valores son valores teóricos del multiplicador basados en modelos simplificados:
Nota: En los siguientes ejemplos el multiplicador está en lado derecho de la ecuación sin el primer componente.
- Y es el Producto interior (interno) bruto (PIB)
- {\displaystyle c} es la propensión marginal al consumo (PMC)
- {\displaystyle t} es la tasa del impuesto sobre la renta
- {\displaystyle b_{M}} es la propensión marginal a la importación
- {\displaystyle \Delta y} es el cambio en la renta nacional (equivalente en este caso al PIB)
- {\displaystyle \Delta b_{T}} es una variación en la tasa del impuesto sobre la renta
- {\displaystyle \Delta G} es una variación en el gasto público
- {\displaystyle \Delta T} es una variación en la recaudación impositiva
- {\displaystyle \Delta I} es una variación en la inversión
- {\displaystyle \Delta X} es una variación en las exportaciones

### Ecuación de la variación de los impuestos recaudados
{\displaystyle \Delta y=\Delta T*{\frac {1}{1-c(1-t)+b_{M}}}}

### Ecuación de la variación del gasto público
{\displaystyle \Delta y=\Delta G*{\frac {1}{1-c(1-t)+b_{M}}}}

### Ecuación de la variación de la inversión
{\displaystyle \Delta y=\Delta I*{\frac {1}{1-c(1-t)+b_{M}}}}

### Ecuación de la variación de las exportaciones
{\displaystyle \Delta y=\Delta X*{\frac {1}{1-c(1-t)+b_{M}}}}

### Ecuación del presupuesto equilibrado
{\displaystyle \Delta y=\Delta G*1}
{\displaystyle \Delta y=\Delta T*1}